# Piabucus
Genre
Piabucus est un genre de poissons d'eau douce ou saumâtre téléostéens de la famille des Iguanodectidae (ordre des Characiformes).

## Liste d'espèces
Selon World Register of Marine Species (8 janvier 2024) :
- Piabucus caudomaculatus Vari, 1977
- Piabucus dentatus (Koelreuter, 1763)
- Piabucus melanostoma Holmberg, 1891